# Rossana Casale (album)
Rossana casale (con casale scritto minuscolo) è il primo album della cantante jazz italiana Rossana Casale, prodotto dalla Premiata Forneria Marconi nel 1984.
L'album, che evidenzia già una certa tendenza al jazz melodico, spiccatamente commerciale, serve all'artista come traino verso il grande pubblico, vendendo circa 50 000 copie.

## Tracce
1. Aspettarti
2. Somebody Must Know
3. Nei tuoi occhi
4. Domande
5. Alfreds
6. L'amore dov'è

## Formazione
- Rossana Casale – voce, cori, tastiera
- Franco Cristaldi – basso
- Patrick Djivas – batteria, programmazione, tastiera
- Franco Mussida – chitarra, cori
- Claudio Pascoli – sax
- Aida Cooper, Betty Vittori – cori